# Bahnstrecke Hüttenwerke Oberhausen–Walsum Südhafen
| |                      |                                            |                                            |
| Streckenlänge: | ca. 15 km            |                                            |                                            |
| Spurweite: | 1435 mm (Normalspur) |                                            |                                            |
| |                      |                                            |                                            |
| ÖPNV-Trasse |                      |                                            |                                            |
| Streckenlänge: | 6,8 km               |                                            |                                            |
| Spurweite: | 1000 mm (Meterspur)  |                                            |                                            |
| Stromsystem: | 750 =                |                                            |                                            |
| |                      |                                            |                                            |
| \| \| (0,0) \| Südhafen Walsum \| Südhafen Walsum \| \| \| \| nach Schwelgern \| \| \| \| (0,5) \| Zeche Walsum \| Zeche Walsum \| \| \| \| Kleine Emscher \| \| \| \| (1,1) \| Bahnstrecke Oberhausen–Wesel \| Bahnstrecke Oberhausen–Wesel \| \| \| (1,5) \| B 8 \| B 8 \| \| \| \| Aldenrade \| \| \| \| (2,7) \| A 59 \| A 59 \| \| \| \| Zechenbahn Schwelgern–Lohberg \| \| \| \| (3,7) \| L 155 \| L 155 \| \| \| \| Stadtgrenze Duisburg/Oberhausen \| \| \| \| (5,1) \| Emscher \| Emscher \| \| \| \| ehem. zur Zeche Hugo Haniel \| \| \| \| \| von Oxea \| \| \| \| (7,0) \| A 3 \| A 3 \| \| \| \| ehem. von/zur Zeche Sterkrade \| \| \| \| (9,3) \| zur Strecke nach Oberhausen-Sterkrade \| zur Strecke nach Oberhausen-Sterkrade \| \| \| \| L 287 \| \| \| \| \| Bahnstrecke Oberhausen–Arnhem \| \| \| \| \| ÖPNV-Trasse von Sterkrade 112 \| \| \| \| \| MAN Turbo \| \| \| \| \| B 223 \| \| \| \| \| A 516 \| \| \| \| \| Eisenheim \| \| \| \| \| ehem. von/zur Zeche Jacobi \| \| \| \| \| ehem. von Zeche Osterfeld \| \| \| \| \| (Kehrgleis in Mittellage) \| \| \| \| \| OLGA Park \| \| \| \| \| Bahnstrecke Duisburg-Ruhrort–Dortmund \| \| \| \| \| Bahnstrecke Duisburg-Wedau–Bottrop Süd \| \| \| \| \| A 42 \| \| \| \| \| Emscher \| \| \| \| \| Rhein-Herne-Kanal \| \| \| \| \| Bahnstrecke Duisburg–Quakenbrück \| \| \| \| \| Güterstrecke Oberhausen West–Bottrop Süd \| \| \| \| \| geplante Straßenbahnstrecke nach Essen 105 \| \| \| \| \| Gasometer (geplant, zusammen mit 105) \| \| \| \| \| ehem. zur Gutehoffnungshütte \| \| \| \| \| ehem. zur Gutehoffnungshütte \| \| \| \| \| Neue Mitte Oberhausen \| \| \| \| \| B 231 \| \| \| \| \| ehem. von Gutehoffnungshütte \| \| \| \| \| Lipperfeld \| \| \| \| \| Bahnstrecke Duisburg–Dortmund \| \| \| \| \| Oberhausen Hbf–Essen-Altenessen \| \| \| \| \| Oberhausen Brücktorstraße-Am Damm \| \| \| \| \| Feuerwache \| \| \| \| \| B 223 \| \| \| \| \| Oberhausen Hbf \| \| \| \| \| (Kehrgleis in Mittellage) \| \| \| \| \| Strecke nach Mülheim (Ruhr) 112 \| \| \| \| \| \| \| \| Quellen: [1] \| \| \| \| |                      |                                            |                                            |
| | (0,0)                | Südhafen Walsum                            | Südhafen Walsum                            |
| Abzweig geradeaus und von rechts (Strecke außer Betrieb) |                      | nach Schwelgern                            | nach Schwelgern                            |
| Abzweig geradeaus und von links (Strecke außer Betrieb) | (0,5)                | Zeche Walsum                               | Zeche Walsum                               |
| Brücke über Wasserlauf (Strecke außer Betrieb) |                      | Kleine Emscher                             | Kleine Emscher                             |
| Kreuzung geradeaus unten (Strecke geradeaus außer Betrieb) | (1,1)                | Bahnstrecke Oberhausen–Wesel               | Bahnstrecke Oberhausen–Wesel               |
| Brücke (Strecke außer Betrieb) | (1,5)                | B 8                                        | B 8                                        |
| Haltepunkt / Haltestelle (Strecke außer Betrieb) |                      | Aldenrade                                  | Aldenrade                                  |
| Brücke (Strecke außer Betrieb) | (2,7)                | A 59                                       | A 59                                       |
| Kreuzung geradeaus oben (Strecken außer Betrieb) |                      | Zechenbahn Schwelgern–Lohberg              | Zechenbahn Schwelgern–Lohberg              |
| Brücke (Strecke außer Betrieb) | (3,7)                | L 155                                      | L 155                                      |
| Grenze (Strecke außer Betrieb) |                      | Stadtgrenze Duisburg/Oberhausen            | Stadtgrenze Duisburg/Oberhausen            |
| Brücke über Wasserlauf (Strecke außer Betrieb) | (5,1)                | Emscher                                    | Emscher                                    |
| Abzweig geradeaus und nach rechts (Strecke außer Betrieb) |                      | ehem. zur Zeche Hugo Haniel                | ehem. zur Zeche Hugo Haniel                |
| Abzweig ehemals geradeaus, ehemals nach rechts und von rechts |                      | von Oxea                                   | von Oxea                                   |
| Strecke mit Straßenbrücke | (7,0)                | A 3                                        | A 3                                        |
| Abzweig geradeaus, ehemals nach rechts und ehemals von rechts |                      | ehem. von/zur Zeche Sterkrade              | ehem. von/zur Zeche Sterkrade              |
| Abzweig ehemals geradeaus und nach links | (9,3)                | zur Strecke nach Oberhausen-Sterkrade      | zur Strecke nach Oberhausen-Sterkrade      |
| Brücke (Strecke außer Betrieb) |                      | L 287                                      | L 287                                      |
| Kreuzung geradeaus oben (Strecke geradeaus außer Betrieb) |                      | Bahnstrecke Oberhausen–Arnhem              | Bahnstrecke Oberhausen–Arnhem              |
| Strecke (außer Betrieb) · U-Bahn-Strecke von links |                      | ÖPNV-Trasse von Sterkrade 112              | ÖPNV-Trasse von Sterkrade 112              |
| Strecke (außer Betrieb) · U-Bahn-Bahnhof |                      | MAN Turbo                                  | MAN Turbo                                  |
| Brücke (Strecke außer Betrieb) · U-Bahn-Brücke |                      | B 223                                      | B 223                                      |
| Brücke (Strecke außer Betrieb) · U-Bahn-Brücke |                      | A 516                                      | A 516                                      |
| Strecke (außer Betrieb) · U-Bahn-Bahnhof |                      | Eisenheim                                  | Eisenheim                                  |
| Abzweig geradeaus, nach links und von links (Strecke außer Betrieb) · U-Bahn-Strecke |                      | ehem. von/zur Zeche Jacobi                 | ehem. von/zur Zeche Jacobi                 |
| Abzweig geradeaus und von links (Strecke außer Betrieb) · U-Bahn-Strecke |                      | ehem. von Zeche Osterfeld                  | ehem. von Zeche Osterfeld                  |
| Strecke (außer Betrieb) |                      | (Kehrgleis in Mittellage)                  | (Kehrgleis in Mittellage)                  |
| Strecke (außer Betrieb) · U-Bahn-Bahnhof |                      | OLGA Park                                  | OLGA Park                                  |
| Kreuzung geradeaus oben (Strecke geradeaus außer Betrieb) · U-Bahn-Kreuzung mit Eisenbahn geradeaus oben |                      | Bahnstrecke Duisburg-Ruhrort–Dortmund      | Bahnstrecke Duisburg-Ruhrort–Dortmund      |
| Kreuzung geradeaus oben (Strecke geradeaus außer Betrieb) · U-Bahn-Kreuzung mit Eisenbahn geradeaus oben |                      | Bahnstrecke Duisburg-Wedau–Bottrop Süd     | Bahnstrecke Duisburg-Wedau–Bottrop Süd     |
| Brücke (Strecke außer Betrieb) · U-Bahn-Brücke |                      | A 42                                       | A 42                                       |
| Brücke über Wasserlauf (Strecke außer Betrieb) · U-Bahn-Brücke über Wasserlauf |                      | Emscher                                    | Emscher                                    |
| Brücke über Wasserlauf (Strecke außer Betrieb) · U-Bahn-Brücke über Wasserlauf |                      | Rhein-Herne-Kanal                          | Rhein-Herne-Kanal                          |
| Kreuzung geradeaus unten (Strecke geradeaus außer Betrieb) · U-Bahn-Kreuzung mit Eisenbahn geradeaus unten |                      | Bahnstrecke Duisburg–Quakenbrück           | Bahnstrecke Duisburg–Quakenbrück           |
| Kreuzung geradeaus unten (Strecke geradeaus außer Betrieb) · U-Bahn-Kreuzung mit Eisenbahn geradeaus unten |                      | Güterstrecke Oberhausen West–Bottrop Süd   | Güterstrecke Oberhausen West–Bottrop Süd   |
| Strecke (außer Betrieb) · U-Bahn-Abzweig geradeaus, ehemals nach links und ehemals von links |                      | geplante Straßenbahnstrecke nach Essen 105 | geplante Straßenbahnstrecke nach Essen 105 |
| Strecke (außer Betrieb) · ehemaliger U-Bahn-Bahnhof |                      | Gasometer (geplant, zusammen mit 105)      | Gasometer (geplant, zusammen mit 105)      |
| Abzweig geradeaus und nach rechts (Strecke außer Betrieb) · U-Bahn-Strecke |                      | ehem. zur Gutehoffnungshütte               | ehem. zur Gutehoffnungshütte               |
| Abzweig geradeaus und nach links (Strecke außer Betrieb) · U-Bahn-Strecke |                      | ehem. zur Gutehoffnungshütte               | ehem. zur Gutehoffnungshütte               |
| Strecke (außer Betrieb) · U-Bahn-Bahnhof |                      | Neue Mitte Oberhausen                      | Neue Mitte Oberhausen                      |
| Brücke (Strecke außer Betrieb) · U-Bahn-Brücke |                      | B 231                                      | B 231                                      |
| Abzweig geradeaus und von rechts (Strecke außer Betrieb) · U-Bahn-Strecke |                      | ehem. von Gutehoffnungshütte               | ehem. von Gutehoffnungshütte               |
| Strecke (außer Betrieb) · U-Bahn-Bahnhof |                      | Lipperfeld                                 | Lipperfeld                                 |
| Kreuzung geradeaus oben (Strecke geradeaus außer Betrieb) · U-Bahn-Kreuzung mit Eisenbahn geradeaus oben |                      | Bahnstrecke Duisburg–Dortmund              | Bahnstrecke Duisburg–Dortmund              |
| Kreuzung geradeaus oben (Strecke geradeaus außer Betrieb) · U-Bahn-Kreuzung mit Eisenbahn geradeaus oben |                      | Oberhausen Hbf–Essen-Altenessen            | Oberhausen Hbf–Essen-Altenessen            |
| Betriebs-/Güterbahnhof Streckenende (Strecke außer Betrieb) · U-Bahn-Strecke |                      | Oberhausen Brücktorstraße-Am Damm          | Oberhausen Brücktorstraße-Am Damm          |
| U-Bahn-Bahnhof |                      | Feuerwache                                 | Feuerwache                                 |
| U-Bahn-Strecke mit Straßenbrücke |                      | B 223                                      | B 223                                      |
| U-Bahn-Bahnhof mit S-Bahn-Halt |                      | Oberhausen Hbf                             | Oberhausen Hbf                             |
| |                      | (Kehrgleis in Mittellage)                  |                                            |
| U-Bahn-Strecke |                      | Strecke nach Mülheim (Ruhr) 112            | Strecke nach Mülheim (Ruhr) 112            |
| |                      |                                            |                                            |
| Quellen: |                      |                                            |                                            |

Die Bahnstrecke Hüttenwerke Oberhausen–Walsum Südhafen war eine Hütten- und Kohlenbahn, die die ehemalige Hüttenwerke der Gutehoffnungshütte in Oberhausen und die Zechen Jacobi, Sterkrade,  Hugo Haniel mit den Bahnstrecken Oberhausen–Arnheim, Oberhausen–Wesel mit dem Walsumer Südhafen in Duisburg-Walsum verband. Eine Abzweigung führte zur Zeche Jacobi und ein weiter in Betrieb befindlicher Abschnitt führt zum OQ Werk Ruhrchemie in Holten.

## Streckenverlauf
Die Strecke verläuft in Dammlage und sie war bis auf drei niveaugleiche Bahnübergänge in Höhe der Kreisstraße 10, der Landstraße 155 bei Holten und der Bundesstraße 223 in Sterkrade kreuzungsfrei. Sie unterquerte in Walsum die Bahnstrecke Oberhausen–Arnhem und überquerte die Bundesstraße 8, bei Wehofen unterquerte sie die Bundesautobahn 59 und die ehemalige Zechenbahn Lohberg, in Sterkrade die Bundesautobahn 516, in Osterfeld überquerte sie die Landstraße 511, die Emscher, den Rhein-Herne-Kanal, die ehemalige Bahnstrecke Oberhausen–Dorsten und im Bereich des ehemaligen Hüttengeländes, dem jetzigen CentrO, die Bundesstraße 231 und die Bahnstrecke von Oberhausen nach Essen-Altenessen.
Der Bahndamm war so ausgelegt, dass die Bahnstrecke bis zum Walsumer Südhafen zweigleisig ausgebaut werden konnte. Sie war ab Bahnhof Sterkrade bis zur Zeche Sterkrade und erneut ab Wehofen bis zum Walsumer Südhafen elektrifiziert. Einige Betonmasten für die Oberleitung sind noch vorhanden.

## Geschichte
Zur Verbindung der Gutehoffnungshütte mit den Zechen nördlich der Emscher wurde 1891 die Strecke vom Hüttenwerk Oberhausen nach Sterkrade gebaut. 1905 wurde die Strecke von Sterkrade zum neu erbauten werkseigenen Hafen Walsum Süd verlängert.
Die Bahnstrecke wurde zuletzt von Eisenbahn und Häfen, einem Tochterunternehmen von ThyssenKrupp, bis zur Schließung der Hütte und bis zu den Stilllegungen der Zechen betrieben. Sie diente mit zur Aufschließung des Kohlegebietes in Oberhausen und als Werksbahn der Gutehoffnungshütte und der Ruhrchemie, dem deutschen Hauptstandort der Firma OQ, wo heute noch für das Werk ein kurzes Teilstück zur Bahnstrecke Oberhausen–Arnheim in Betrieb ist.
Nachdem die Hütte in Oberhausen weitgehend abgerissen und die Zechen entlang der Strecke stillgelegt waren, wurde die Strecke Oberhausen–Sterkrade 1994 und Anschluss Celanese, heute (2013) Oxea, bis zum Hafen Walsum 1995 stillgelegt.
Die Stadt Oberhausen setzte sich ein, dass der noch bestehende südliche Teil der Hütten- und Zechenbahn vom Oberhausener Hauptbahnhof bis nach Sterkrade für den ÖPNV genutzt wird und wurde aufgrund durch die Ansiedlung des neuen Einkaufs- und Freizeitzentrums, dem CentrO auf dem ehemaligen Hüttengelände, 1995–1996 für die Straßenbahn und dem Busverkehr als ÖPNV-Trasse umgebaut.
Die Trasse des übrigen, von Holten nach Walsum führendem Teilstücks, wurde im Jahre 2004 unter der Bezeichnung HOAG-Trasse zum Rad- und Wanderweg ausgebaut.